# Mette Gravholt
Mette Bjorholm Gravholt, född 12 december 1984 i Egtved, är en dansk tidigare handbollsspelare (mittsexa).

## Klubbkarriär
Mette Gravholt inledde sin elitkarriär i KIF Kolding. Hon spelade kvar i klubben till 2006. Nästa klubb blev Roskilde Håndbold där hon spelade 2007–2008. Hon började sedan spela för Slagelse FH men bröt kontraktet då hon vägrade gå ner i lön som klubben ville på grund av ekonomiska besvär. Hon återvände några matcher till Roskilde. Sen återgick hon till KIF Vejen (namnbyte från KIF Kolding) till 2010. Hennes genombrott kom då hon spelade för Team Tvis Holstebro (TTH) 2010–2014. Då vann hon skytteligan två år i rad och hade ett fint samarbete med Kristina Kristiansen som var mittnia i laget. Hon fick också debutera i landslaget.
2014 lämnade Gravholt TTH för Viborg HK där hon spelade en säsong. 2015 kom hon till Nykøbing Falster HK där hon spelade i tre säsonger. 2017 vann Gravholt sin enda DM-titel med Nykøbing Falster HK och valde att avsluta karriären då hennes tilltänkta klubb i Rumänien Dinamo Bukarest inte lyckades ta sig till förstaligan. 
Det blev inte så för senare anslöt hon till Neckarsulmer SU i Tyskland men där stannade hon bara tre månader innan hon annullerade kontraktet. Hon kunde ändå inte avhålla sig från handboll utan avslutade säsongen i Team Esbjerg. Inte heller nu lyckades hon avhålla sig från handboll utan skrev den 18 september 2018 kontrakt med Fredericia HK. Men hon spelade bara en match och bröt kontraktet den 5 oktober 2018.
Mette Gravholt har vunnit skytteligan i Damehåndboldligaen två gånger. Första gången 2010/2011 då hon gjorde 141 mål, och sedan säsongen 2011/2012 då hon blev den som hittills har gjort flest mål under en säsong med 204 mål.

## Landslagskarriär
Gravholt gjorde landslagsdebut den 21 april 2011 mot Ryssland. Danmark vann med 28–25 och Mette Gravholt stod för 4 mål. Hon deltog sedan vid EM 2012, VM 2013, EM 2014 och hemma VM 2015 i Danmark. Under VM 2015 gjorde hon sin sista landskamp mot Ryssland den 20 december 2015. Hon har spelat 62 landskamper och gjort 157 mål för Danmark. Största landslagsmeriten är bronsmedaljen i VM 2013. Landslagskarriären tog slut då hon stängdes av från landslaget av förbundskaptenen.

## Privatliv
Mette Gravholt har tidigare varit ett par med sin landslagskollega Kristina Kristiansen. Hon är nu partner med Betina Lambæk, som hon har en son med.